# ريتشارد إكيرسلي
ريتشارد إكيرسلي (بالإنجليزية: Richard Eckersley)‏ (مواليد 12 مارس 1989 في سالفورد - إنجلترا) لاعب كرة قدم إنجليزي يلعب حاليا لصالح نادي الدرجة الممتازة بيرنلي الإنجليزي منذ 2009 في مركز الظهير .

## روابط خارجية
- ريتشارد إكيرسلي على موقع الدوري الأمريكي (الإنجليزية)
- ريتشارد إكيرسلي على موقع قاعدة بيانات كرة القدم.إي يو (الإنجليزية)
- ريتشارد إكيرسلي على موقع Soccerbase.com (لاعب) (الإنجليزية)
- ريتشارد إكيرسلي على موقع عالم كرة القدم.نت (الإنجليزية)
- ريتشارد إكيرسلي على موقع AS.com (الإسبانية)